# Grupa J din preliminariile Campionatului European de Fotbal 2020
Grupa J din preliminariile UEFA Euro 2020 este una din cele zece grupe care decid ce echipe se califică la turneul final al UEFA Euro 2020. Grupa J constă din șase echipe: Armenia, Bosnia și Herțegovina, Finlanda, Grecia, Italia și Liechtenstein. unde vor juca fiecare cu fiecare tur-retur.
Primele două clasate se vor califica direct la turneul final. Spre deosebire de edițiile anterioare, nu vor exista baraje, ci doar un play-off în care accesul se face conform rezultatelor din Liga Națiunilor UEFA 2018–2019.

## Clasament
| Loc | Echipa                    | MJ | V  | E | Î | GM | GP | DG  | Pct | Calificare                  |     | Italia | Finlanda | Grecia | Bosnia și Herțegovina | Armenia | Liechtenstein |
| --- | ------------------------- | -- | -- | - | - | -- | -- | --- | --- | --------------------------- | --- | ------ | -------- | ------ | --------------------- | ------- | ------------- |
| 1   | Italia                    | 10 | 10 | 0 | 0 | 37 | 4  | +33 | 30  | Calificare la turneul final |     | —      | 2–0      | 2–0    | 2–1                   | 9–1     | 6–0           |
| 2   | Finlanda                  | 10 | 6  | 0 | 4 | 16 | 10 | +6  | 18  | Calificare la turneul final |     | 1–2    | —        | 1–0    | 2–0                   | 3–0     | 3–0           |
| 3   | Grecia                    | 10 | 4  | 2 | 4 | 12 | 14 | −2  | 14  |                             |     | 0–3    | 2–1      | —      | 2–1                   | 2–3     | 1–1           |
| 4   | Bosnia și Herțegovina (X) | 10 | 4  | 1 | 5 | 20 | 17 | +3  | 13  |                             | 0–3 | 4–1    | 2–2      | —      | 2–1                   | 5–0     |               |
| 5   | Armenia                   | 10 | 3  | 1 | 6 | 14 | 25 | −11 | 10  |                             | 1–3 | 0–2    | 0–1      | 4–2    | —                     | 3–0     |               |
| 6   | Liechtenstein             | 10 | 0  | 2 | 8 | 2  | 31 | −29 | 2   |                             | 0–5 | 0–2    | 0–2      | 0–3    | 1–1                   | —       |               |

## Meciuri
Programarea meciurilor a fost publicată de UEFA în aceeași zi cu tragerea la sorți, la 2 decembrie 2018 la Dublin. Orele sunt date în CET/CEST, după cum au fost publicate de UEFA (orele locale, dacă diferă, sunt în paranteză).
| Bosnia și Herțegovina | 2–1             | Armenia                                                             |
| --------------------- | --------------- | ------------------------------------------------------------------- |
|                       | Raport Wikidata | Rade Krunić 33' Deni Milošević⁠(d) 35' Henrikh Mkhitaryan 48' (pen.) |

| Italia | 2–0             | Finlanda                         |
| ------ | --------------- | -------------------------------- |
|        | Raport Wikidata | Nicolò Barella 7' Moise Kean 29' |

| Liechtenstein | 0–2             | Grecia                                    |
| ------------- | --------------- | ----------------------------------------- |
|               | Raport Wikidata | Tasos Donis⁠(d) 35' Kostas Fortounis 45+1' |

| Armenia | 0–2             | Finlanda                                |
| ------- | --------------- | --------------------------------------- |
|         | Raport Wikidata | Fredrik Jensen⁠(d) 14' Pyry Soiri⁠(d) 33' |

| Bosnia și Herțegovina | 2–2             | Grecia |
| --------------------- | --------------- | --- |
|                       | Raport Wikidata | Edin Višća⁠(d) 10' Miralem Pjanić 15' Kostas Fortounis 19' (pen.) Dimitrios Kolovos (footballer, born April 1993)⁠(d) 40' |

| Italia | 6–0             | Liechtenstein |
| ------ | --------------- | --- |
|        | Raport Wikidata | Stefano Sensi⁠(d) 17' Moise Kean 24' Leonardo Pavoletti⁠(d) 31' Marco Verratti 32' Fabio Quagliarella 35' (pen.), 45+3' (pen.) |

| Armenia | 3–0             | Liechtenstein                                                           |
| ------- | --------------- | ----------------------------------------------------------------------- |
|         | Raport Wikidata | Georg Gazarian 2' Aleksandre Karapetian⁠(d) 18' Tigran Barseghyan⁠(d) 46' |

| Finlanda | 2–0             | Bosnia și Herțegovina |
| -------- | --------------- | --------------------- |
|          | Raport Wikidata | Teemu Pukki 11', 23'  |

| Grecia | 0–3             | Italia                                                      |
| ------ | --------------- | ----------------------------------------------------------- |
|        | Raport Wikidata | Nicolò Barella 23' Lorenzo Insigne 30' Leonardo Bonucci 33' |

| Grecia | 2–3             | Armenia                                                                                                 |
| ------ | --------------- | --- |
|        | Raport Wikidata | Aleksandre Karapetian⁠(d) 8' Zeca⁠(d) 9' Tigran Barseghyan⁠(d) 29' Georg Gazarian 33' Kostas Fortounis 42' |

| Italia | 2–1             | Bosnia și Herțegovina                                |
| ------ | --------------- | ---------------------------------------------------- |
|        | Raport Wikidata | Lorenzo Insigne 4' Edin Džeko 32' Marco Verratti 41' |

| Liechtenstein | 0–2             | Finlanda                                |
| ------------- | --------------- | --------------------------------------- |
|               | Raport Wikidata | Benjamin Källman⁠(d) 12' Teemu Pukki 37' |

| Armenia | 1–3             | Italia |
| ------- | --------------- | --- |
|         | Raport Wikidata | Aleksandre Karapetian⁠(d) 11' Andrea Belotti⁠(d) 28' Lorenzo Pellegrini⁠(d) 32' Aram Ayrapetyan⁠(d) 35' (aut.) |

| Bosnia și Herțegovina | 5–0             | Liechtenstein                                                                            |
| --------------------- | --------------- | ---------------------------------------------------------------------------------------- |
|                       | Raport Wikidata | Amer Gojak⁠(d) 11', 44' Andreas Malin⁠(d) 35' (aut.) Edin Džeko 40' Edin Višća⁠(d) 43', 42' |

| Finlanda | 1–0             | Grecia                |
| -------- | --------------- | --------------------- |
|          | Raport Wikidata | Teemu Pukki 7' (pen.) |

| Armenia | 4–2             | Bosnia și Herțegovina |
| ------- | --------------- | --- |
|         | Raport Wikidata | Henrikh Mkhitaryan 3', 21' Edin Džeko 13' Amer Gojak⁠(d) 25' Hovhannes Hambardzumyan⁠(d) 32' Stjepan Lončar⁠(d) 50' (aut.), 45' (aut.) |

| Finlanda | 1–2             | Italia                                                |
| -------- | --------------- | ----------------------------------------------------- |
|          | Raport Wikidata | Ciro Immobile 14' Teemu Pukki 27' Jorginho 34' (pen.) |

| Grecia | 1–1             | Liechtenstein                                   |
| ------ | --------------- | ----------------------------------------------- |
|        | Raport Wikidata | Giorgos Masouras⁠(d) 33' Dennis Salanović⁠(d) 40' |

| Bosnia și Herțegovina |        | Finlanda |
| --------------------- | ------ | -------- |
|                       | Raport |          |

| Italia |        | Grecia |
| ------ | ------ | ------ |
|        | Raport |        |

| Liechtenstein |        | Armenia |
| ------------- | ------ | ------- |
|               | Raport |         |

| Finlanda |        | Armenia |
| -------- | ------ | ------- |
|          | Raport |         |

| Grecia |        | Bosnia și Herțegovina |
| ------ | ------ | --------------------- |
|        | Raport |                       |

| Liechtenstein |        | Italia |
| ------------- | ------ | ------ |
|               | Raport |        |

| Armenia |        | Grecia |
| ------- | ------ | ------ |
|         | Raport |        |

| Finlanda |        | Liechtenstein |
| -------- | ------ | ------------- |
|          | Raport |               |

| Bosnia și Herțegovina |        | Italia |
| --------------------- | ------ | ------ |
|                       | Raport |        |

| Grecia |        | Finlanda |
| ------ | ------ | -------- |
|        | Raport |          |

| Italia |        | Armenia |
| ------ | ------ | ------- |
|        | Raport |         |

| Liechtenstein |        | Bosnia și Herțegovina |
| ------------- | ------ | --------------------- |
|               | Raport |                       |

## Disciplină
Un jucător este automat suspendat pentru următorul meci în cazul următoarelor infracțiuni:
- Cartonaș roșu (suspendările în acest caz pot fi mărite pentru infracțiuni grave)
- Trei cartonașe galbene în trei meciuri diferite, apoi ca al cincilea cartonaș galben și fiecare cartonaș galben după acesta (suspendările pentru cartonașe galbene se reportează pentru play-off, dar nu și la turneul final sau la alte meciuri internaționale viitoare)